# Tülin Altıntaş
Tülin Altıntaş est une ancienne joueuse de volley-ball turque née le 9 août 1982 à Balıkesir. Elle mesure 1,89 m et jouait au poste de centrale. Son frère Tolga Altıntaş est ancien joueur de volley-ball.

## Clubs
| Club                         | De        | À         |
| ---------------------------- | --------- | --------- |
| Günes Sigorta                | 1999-2000 | 1999-2000 |
| 75.Yıl Deniz Nakliyat        | 2000-2001 | 2001-2002 |
| Yeşilyurt İstanbul           | 2002-2003 | 2003-2004 |
| Fenerbahçe İstanbul          | 2004-2005 | 2007-2008 |
| Karşıyaka İzmir              | 2008-2009 | 2008-2009 |
| Ereğli Belediye              | 2009-2010 | 2010-2011 |
| Çerkezköy Spor Kulübü        | oct 2011  | oct 2011  |
| Pursaklar Belediyesi         | 2011-2012 | 2011-2012 |
| Beşiktaş İstanbul            | 2012-2013 | 2013-2014 |
| Balıkesir BBSK               | 2014-2015 | 2014-2015 |
| Beşiktaş İstanbul            | 2015-2016 | 2015-2016 |
| Balıkesir DSi Spor           | 2016-2017 | 2016-2017 |
| Bahçelievler Voleybol Kulübü | 2017-2018 | 2017-2018 |

## Palmarès
- Championnat de Turquie
  - Finaliste : 2007, 2008.
- Challenge Cup
  - Finaliste : 2014.